# Tomié
Tomié (富江, Tomie) est une série de manga d'horreur créée par Junji Itō ; elle a été pré-publiée dans les deux magazines de shōjo manga intitulés Monthly Halloween et Nemuki entre 1987 et 2000.
Première œuvre de l'auteur, elle met en scène un personnage féminin monstrueux, capable de se régénérer et de se démultiplier malgré le fait qu'elle soit régulièrement démembrée et découpée en morceaux.
L'œuvre rencontre un important succès au Japon et est adaptée sur différents supports, elle est aussi traduite en plusieurs langues, dont le français, éditée par Tonkam puis par Mangetsu.

## Description
Tomié est un manga qui prend la forme d'une série épisodique centrée sur le personnage titulaire, Tomié. Elle est une adolescente particulièrement belle et manipulatrice qui possède la capacité de se multiplier et de se dupliquer.
Dans chaque épisode, elle ensorcelle des hommes qui sont poussés au meurtre ou au suicide et elle transforme parfois des jeunes femmes pures en copie d'elle-même. À la fois bourreau et victime, Tomié est régulièrement démembrée et coupée en morceaux par les hommes qu'elle a ensorcelés ; elle se régénère alors à partir des différents morceaux de son corps ou à partir de ses fluides corporels et cherche alors à se venger, mais aussi à éliminer ses doubles.
Le premier épisode de la série met ainsi en scène la classe de Tomié, où lors d'une sortie scolaire, elle est tuée et découpée en morceaux par les élèves de la classe, qui disséminent les parties de son corps un petit peu partout au Japon. Mais au lendemain des funérailles de l'adolescente, Tomié revient en classe comme si rien ne s'était passé et rapidement, les élèves de la classe sombrent dans la folie.

## Genèse de l'œuvre

### Conception
En 1987, Junji Itō est un jeune prothésiste dentaire amateur de manga d'horreur, avec notamment les manga de Kazuo Umezu, qui conçoit des mangas à titre personnel depuis l'adolescence. Le Monthly Halloween d'Asahi Sonorama est un magazine de shōjo manga spécialisé dans l'horreur. Créé en 1986, le magazine recherche des nouveaux talents et organise un concours de sélection présidé par Kazuo Umezu. Itō postule avec un premier épisode de Tomié et reçoit la mention honorable ; l'œuvre est alors publiée dans le numéro de février 1987 et Itō peut alors continuer la série.
Fortement inspirée par l'œuvre d'Umezu, l'idée de base du manga est celui d'une personne décédée qui revient à la vie et retrouve ses camarades comme si rien ne s'était passé ; voulant se distinguer des mangas d'Umezu, centrés sur la figure maternelle, Itō décide de se concentrer sur l'image de la jeune fille idéale japonaise, et conçoit ainsi le personnage de Tomié, auquel il ajoute l'idée de démembrement.

### Liste des volumes
Au Japon, le manga est initialement publié en deux volumes reliés sortis en octobre 1997 et novembre 1997. Un troisième volume, Tomie Again (富江Again), sorti en mars 2001, suit la réédition des deux premiers volumes en un seul en février 2000  (ISBN 978-4257903963). Le manga connaît plusieurs autres rééditions. En France, le manga est édité par Tonkam en trois volumes sortis entre avril 2004 et novembre 2004 puis réédité en version intégrale d'un volume en août 2012  (ISBN 978-2-7595-0705-4).
NB : l'ordre des histoires des deux premiers volumes de l'édition française suit celui de la réédition japonaise de février 2000.
| no | Japonais          | Japonais       | Français        | Français          |
| no | Date de sortie    | ISBN           | Date de sortie  | ISBN              |
| --- | ----------------- | -------------- | --------------- | ----------------- |
| 1 | 1er octobre 1997  | 978-4257903130 | 30 avril 2004   | 978-2-8458-0555-2 |
| Liste des chapitres : - Tomié (富江, Tomie) - Tomié Part.2 (富江 ＰＡＲＴ２, Tomie Part 2) - La Pièce du sous-sol (富江・ 地下室, Tomie: Chikashitsu) - Les Photographies (富江・ 写真, Tomie: Shashin) - Le Baiser (富江・ 接吻, Tomie: Seppun) - La Résidence (富江・ 屋敷, Tomie: Yashiki) |                   |                |                 |                   |
| 2 | 1er novembre 1997 | 978-4257903147 | 30 juillet 2004 | 978-2-8458-0556-9 |
| Liste des chapitres : - Tomié • Vengeance (富江・ 復讐, Tomie: Fukushuu) - Tomié • Le Bassin de la cascade (富江・ 画家, Tomie: Gaka) - Tomié • Le Peintre (富江・ 暗殺, Tomie: Ansatsu) - Tomié • L'Assassinat (富江・ 毛髪, Tomie: Mouhatsu) - Tomié • La Chevelure (富江・ 養女, Tomie: Youjo) - Tomié • La Fille adoptive (富江・ 滝壷, Tomie: Takitsubo) - Tomié • L'Auriculaire (小指, Tomie: Koyubi) |                   |                |                 |                   |
| 3 | 1er mars 2001     | 978-4257904304 | 6 novembre 2004 | 978-2-8458-0557-6 |
| Liste des chapitres : - Tomié • Le Jeune garçon (少年, Tomie: Shounen) - Tomié • Le Mélange (もろみ, Tomie: Moromi) - Tomié • La Baby-sitter (ベビーシッター, Tomie: Baby-sitter) - Tomié • La Bande (ある集団, Tomie: Aru Shuudan) - Tomié • L'Agresseur (通り魔, Tomie: Toorima) - Tomié • La Top-model (トップ・ モデル, Tomie: Top Model) - Tomié • Les Ravages de la vieillesse (老醜, Tomie: Roushuu) |                   |                |                 |                   |

## Adaptations
Le manga a connu différentes adaptations pour la vidéo et le cinéma :
- 1999 : Tomie
- 1999 : Tomie : Another Face
- 2000 : Tomie : Replay
- 2001 : Tomie : Rebirth
- 2002 : Tomie : Forbidden Fruit
- 2005 : Tomie : Beginning
- 2005 : Tomie : Revenge
- 2007 : Tomie vs Tomie
- 2011 : Tomie : Unlimited

Plusieurs histoires du manga ont également été adaptées dans les séries animées d'anthologie créées autour de l'univers de Junji Itō. Le peintre dans Junji Ito: Collection et Tomié : les photographies dans Maniac par Junji Itō : Anthologie Macabre.

#### Livres et articles
- (ko) 안소미, « 공포만화의 잔혹성에 관한 연구 : 이토준지의 <토미에>를 중심으로 » [« Study on Cruelty in the Horror Comics : Focusing on <Tomie> of Ito Junji »], 화애니메이션 연구, no 23,‎ 2011 (DOI 10.7230/KOSCAS.2011.23.1.019).
- (en) Raechel Dumas, « The Girls That Never End : The Infinite Seduction of Tomie and Ring », dans The Monstrous-Feminine in Contemporary Japanese Popular Culture, Palgrave Macmillan, coll. « East Asian Popular Culture », 2018 (ISBN 978-3-319-92465-6).
- (en) Shweta Khilnani, « Embodying horror : corporeal and affective dread in Junji Ito's Tomie », dans Horror fiction in the global south : culture, narratives and representations, Bloomsbury Publishing, 2021 (ISBN 978-93-90077-28-1).
- (en) Emerald L King, « Top Model : Cosplaying Ito Junji’s Tomie », Refractory, vol. 35,‎ 2021 (lire en ligne, consulté le 9 février 2022).

#### Éditions du manga

##### Prépublication
1. ↑  Monthly Halloween, février 1987.
2. ↑  Monthly Halloween, août 1988.
3. ↑  Monthly Halloween, juin 1989.
4. ↑  Monthly Halloween, novembre et décembre 1989.
5. ↑  Monthly Halloween, février 1990.
6. ↑  Monthly Halloween, avril 1990.
7. ↑  Monthly Halloween, juin 1993.
8. ↑  Nemuki vol. 28, 1994.
9. ↑  Monthly Halloween, juillet 1995.
10. ↑  Monthly Halloween, août 1995.
11. ↑  Monthly Halloween, septembre 1995.
12. ↑  Monthly Halloween, octobre 1995.
13. ↑  Nemuki Special - Junji Ito World, mars 1999.
14. ↑  Nemuki vol. 52, novembre 1999.
15. ↑  Nemuki vol. 53, janvier 2000.
16. ↑  Nemuki vol. 54, mars 2000.
17. ↑  Nemuki vol. 55, mai 2000.
18. ↑  Nemuki vol. 56, juillet 2000.
19. ↑  Nemuki vol. 57, septembre 2000.
20. ↑  Nemuki vol. 58, novembre 2000.

##### Édition japonaise
Asahi Sonorama
1. 1 2  (ja) « Tome 1 », sur amazon.co.jp.
2. 1 2  (ja) « Tome 2 », sur amazon.co.jp.
3. 1 2  (ja) « Tome 3 », sur amazon.co.jp.

##### Édition française
Tonkam
1. 1 2  (fr) « Tome 1 ».
2. 1 2  (fr) « Tome 2 »(Archive.org • Wikiwix • Archive.is • Google • Que faire ?).
3. 1 2  (fr) « Tome 3 »(Archive.org • Wikiwix • Archive.is • Google • Que faire ?).